# Comté de Pend Oreille
Le comté de Pend Oreille, en anglais : Pend Oreille County, est un des 39 comtés de l'État américain de Washington. Il est situé dans le nord-est de l'État, sur la frontière canado-américaine et aussi la frontière avec l'État de l'Idaho. Il est le comté le plus récent de l’État, fondé à partir des terres du comté de Stevens, le 1er mars 1911. Son siège de comté est la ville de Newport. Selon le recensement des États-Unis de 2010, sa population est de 13 001 habitants, estimée en 2018, à 13 602 habitants.

## Comtés adjacents
|                  |                       | Comté de Boundary Idaho |
| Comté de Stevens | comté de Pend Oreille |                         |
|                  | Comté de Spokane      |                         |

## Démographie
Lors du recensement de 2010, le comté comptait une population de 13 001 habitants. Elle est estimée, en 2018, à 13 602 habitants.

Pyramide des âges du comté de Pend Oreille (Washington) (2000).

## District régionaladjacent
- Central Kootenay, Colombie-Britannique

## Transports

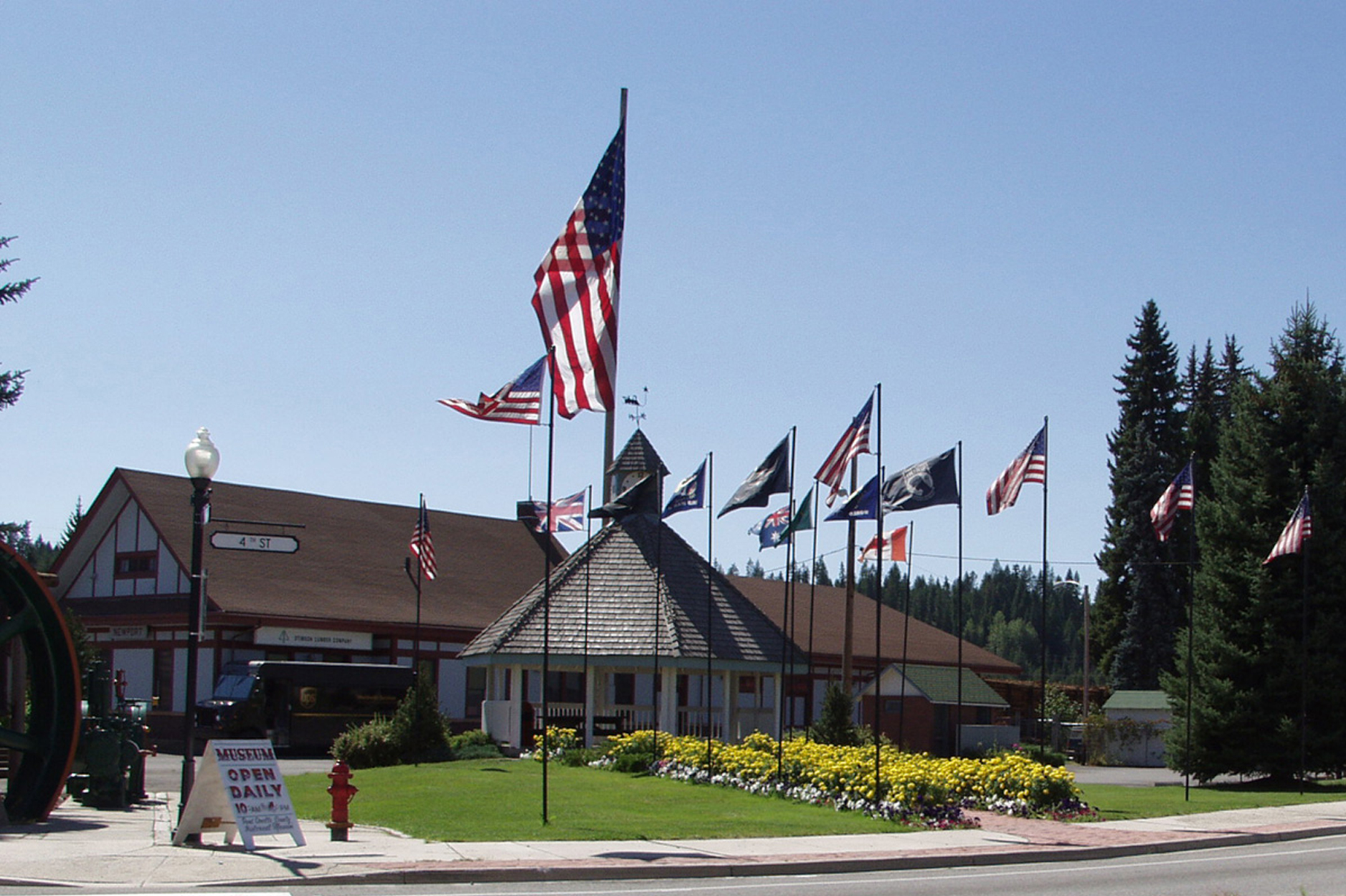
Musée historique de Pend Oreille à Newport.

- U.S. Route 2